# Amik Robertson
Amik Robertson (Thibodaux, Luisiana, 6 de julio de 1998) es un jugador profesional estadounidense de fútbol americano que se desempeña en la posición de cornerback en Detroit Lions, equipo de la National Football League (NFL).

## Carrera
Fue seleccionado en la cuarta ronda en la Reunión Anual de Selección de Jugadores de la NFL de 2020. Hizo su debut profesional con el equipo Las Vegas Raiders, donde jugó cuatro temporadas, en 2024 pasó a Detroit Lions.